# Pays du Cambrésis
Le Pays du Cambrésis est un Pôle d'équilibre territorial et rural et anciennement un pays (au sens de l'aménagement du territoire) composé de trois intercommunalités et d'environ 160 000 habitants. Il couvre entièrement l'Arrondissement de Cambrai situé au Sud-Est du Département du Nord, et  est frontalier du Département de l'Aisne. 
Le territoire est dominé par l'openfield, et organisé en réseaux de villages relativement équidistants les uns par rapport aux autres, occupant les fonds de vallées, et reliés aux villes par un maillage routier assez géométrique.
Il y a eu fusion du Syndicat Mixte du SCoT et du Pays, facilitant ainsi le regroupement communal et intercommunal.
Le Pays dispose d'un PADD (Projet d'Aménagement et de Développement Durable)  et d'un Schéma de Cohérence Territoriale (SCoT)

## Histoire du Pays (et du SCoT)

Le Cambrésis vers 1530

Ce pays s'est historiquement constitué autour de Cambrai et ensuite (à partir du XIXe siècle) du Cateau-Cambrésis au moment de la révolution industrielle, ainsi qu'autour de Solesmes et Caudry vers 1840-1850.
- 2003 : le pays valide sa charte intitulée « L’équilibre et la solidarité entre le rural et l’urbain : une ambition pour un territoire en progrès ». et le SCOT est préparé par la création d'une syndicat mixte (établissement public, ayant reçu délégation de compétence des intercommunalités adhérentes pour réaliser le schéma de cohérence territoriale (puis à partir de 2008, porter la démarche de Pays)[1].
- 2004 : 1er contrat de pays avec l’État et la région Nord-Pas-de-Calais. Le SCOT se préfigure avec la création d'un comité syndical.
- 2007 : Le SCOT et le pays contribuent à un travail de prospective et à produire un projet de territoire 2007-2013 dit « Cambrésis 2013 ».
- 2008 : Regroupement des entités comité syndical du SCOT et du pays, avec la création du Syndicat mixte du pays du Cambrésis[2].

## Gouvernance
Le président du pays est François-Xavier Villain, maire de Cambrai et député dans la 18e circonscription du Nord.
Le comité syndical du Syndicat mixte du pays du Cambrésis est composé (120 membres élus représentants les communes et les EPCI) se réunit environ quatre fois par an, pour délibérer sur les projets, voter le budget, etc. Son bureau comprend 21 membres.

## Le SCoT
Son périmètre correspondait en 2010 à celui du territoire du pays (110 communes sur les 116 communes de l'arrondissement, et 155 669 habitants). 

En 2010, la densité de population (172 hab/km2) est toujours très inférieure à la moyenne régionale (324 hab./km2) mais supérieure à la moyenne française (113 hab./km2).
Son périmètre fixé par arrêté préfectoral du 30 juillet 2003, inclut 110 des 116 communes de l'arrondissement de Cambrai, groupées en 4 grandes entités urbaines que sont :
- Cambrai (environ 33 100 habitants en 2010)[1]
- Caudry (environ 13 500 habitants en 2010)[1]
- Le Cateau-Cambrésis (environ 7 000 habitants en 2010)[1]
- Solesmes (environ 4 800 habitants en 2010)[1]

et sept intercommunalités :
- Communauté d'agglomération de Cambrai ;
- Communauté de communes de l'Ouest Cambrésis ;
- Communauté de communes de Sensescaut ;
- Communauté de communes de la Vacquerie ;
- Communauté de communes rurales de la Vallée de Vinchy ;
- Communauté de communes du Caudrésis - Catésis ;
- Communauté de communes du Pays du Solesmois.

## Démographie, construction et logement
En 2010, par rapport à la moyenne régionale, les communes sont plutôt peu peuplées :
- moins de 3 000 habitants pour 92 % des communes[1] ;
- moins de 2 000 habitants pour 86 % des communes[1] ;
- moins de 1 000 habitants pour 68 % des communes[1].

Des années 1970 à 2010, le Cambrésis a connu un phénomène de vieillissement de la population (C'est l'arrondissement le plus âgé du Nord en 2006. Mais il reste au-dessus de la moyenne française ; un recul démographique global a eu lieu la seconde moitié du XXe siècle (155 669 habitants en 2006 contre 156 026 en 1999 et  -8 % soit 15 495 habitants depuis 1968), presque stabilisé de 1999 à 2006 ; -0,23 %), mais ce recul a été concentré dans les zones urbaines ; Les communes les plus rurales gagnent au contraire des habitants ; +2,05 % de 1999 à 2006).
- le solde naturel reste positif (de +2 974 habitants de 1999 à 2006), et la population a augmenté entre les deux derniers recensements (+0,27 %), malgré une légère "fuite" d'habitants vers d'autres régions ou lieux de la région (3 341 habitants concernés entre 1999 et 2006)[1].

2,46 personnes vivent en moyenne dans un logement, soit un peu moins que la moyenne régionale (2,5 personnes/logement) et beaucoup moins que dans les siècles précédents. Les communes urbaines sont plus touchées par ce phénomène (comme ailleurs), ce qui influence l'offre et la demande en logement, ainsi que les types de logements recherchés.
Bien que la population ait globalement diminuée de 1971 à 2005 (-8 %, soit environ -30 000 habitants en un peu plus de 30 ans), la surface urbanisée (artificialisée) a augmenté de près de 100 %, passant de 6 000 ha en 1971 à 10 000 ha, alimentant le phénomène de périurbanisation et de création de routes, contournements et zones industrielles et Zone commerciale|commerciales. 

L'offre locative est faible

## Environnement

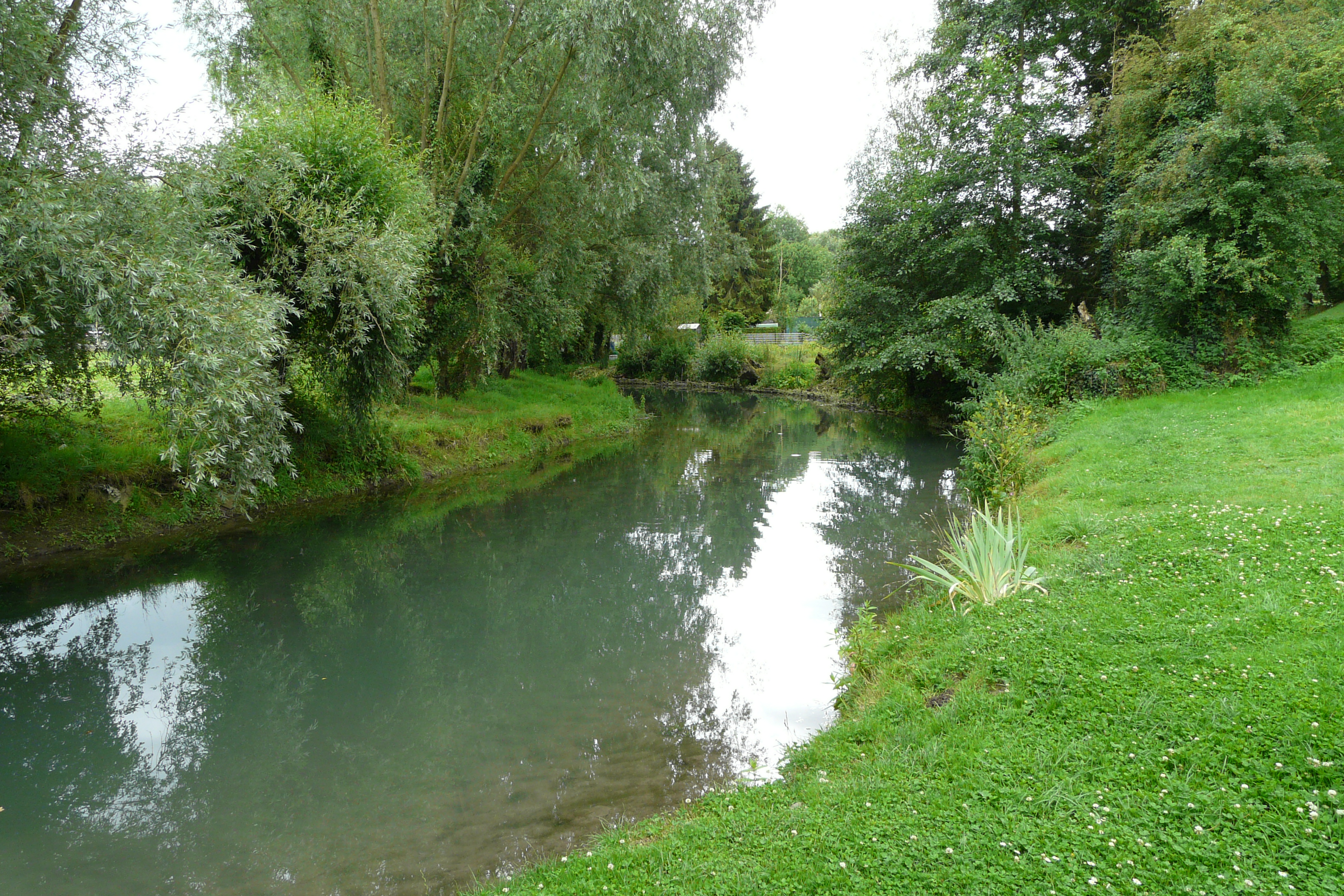
La Selle au Cateau-Cambrésis

Cette zone est particulièrement pauvre en zones humides et naturelles. Elle est depuis le Moyen Âge peu à peu devenue l'une des plus intensivement cultivées en France (80 % du paysage est consacré aux cultures et sur cette surface agricole, 84 % sont labourés, avec seulement 15 % de surfaces toujours en herbe, laquelle surface a diminué de 23 % dans l’arrondissement en 12 ans, de 1988 à 2000, dans le cadre des remembrements notamment). De la forêt charbonnière ou gallo-romaine, il ne reste que quelques traces toponymiques (ex : Forest-en-Cambrésis), quelques boisements souvent artificialisés, conservés pour des raisons militaires (ex : Bois-l'Évêque, et quelques reliques de boisement et bocage. 

Néanmoins, de par sa situation biogéographique, sa proximité avec la Thiérache et l'Avesnois  (Parc naturel régional et élément important du réseau écologique paneuropéen), et en raison de la présence structurante de la partie la plus sauvage de l'Escaut (de la source à Proville environ, où l'Escaut canalisé coule parallèlement à l'Escaut-rivière), dans une approche de restauration écologique ou de résilience écologique, elle présente quelques atouts en termes d'écopotentialité.
Les boisements sont devenus rares, mais en augmentation (+ 8,96 % de plantations arborées de 1990 à 2005), au détriment cependant des prairies (agriculture), prairies qui ont continué à régresser (-6,21 %) sur la même période (1998 à 2005), et qui étaient aussi de bons puits de carbone.
Le territoire est également concerné par le projet de canal Seine-Nord qui présente des intérêts environnementaux, mais contribue aussi à la fragmentation écopaysagère d'un territoire déjà très artificialisé.
Dans le cadre des politiques régionales pour la biodiversité, le « Pays » a lancé en 2009 une étude Trame Verte et Bleue du Pays du Cambrésis pour identifier le réseau écologique du territoire (cœurs de nature, corridors écologiques, espaces relais, zones tampons et connectivité écologique avec les territoires voisins, pour déterminer des objectifs à atteindre et un programme de restauration de continuités écologiques). Ce travail pouvant ensuite s'insérer dans le SRCE, déclinaison régionale de la Trame verte nationale découlant du Grenelle de l'environnement. L'étude (conduite par le CPIE Val d'Authie) doit être finalisée en 2011 et déboucher sur 5 priorités : valorisation et restauration écologique d'une ancienne ballastière et d'une friche, programme d'EEDD et études de préfaisabilité sur les enjeux liés à l'agriculture et aux mares.
Dans le cadre de la loi Grenelle I et Grenelle II, le SCoT et les Plans locaux d'urbanisme seront amenés à prendre en compte deux schémas régionaux élaborés par l'État et la Région ; le SRCE et SRCAE (en cours de préparation) en 2010/2011. L'Escaut et les zones humides de ce territoire font aussi l'objet de la Directive cadre sur l'eau, et d'approches internationales visant à retrouver le bon état écologique des milieux.

## Aspects socioéconomiques
- 20,8 % de la population du Pays est non-diplômée, surtout dans le Sud-Est du Pays (contre 18,3 % en moyenne régionale)[1]
- Le chômage est élevé et relativement stable ; ex : 13,9 % de chômeurs au  4e trimestre 2009, soit 9 048 demandeurs d'emploi[1].
- L'emploi agricole a été particulièrement touché par les processus d'intensification et d'industrialisation de l'agriculture[1] :

Dans le Pays du Cambrésis, les UTA (Mesure de la quantité de travail d'une personne à plein temps) ont chuté de 3 567 à 2 001 entre 1988 et 2000 (- 44 %)  et pour l'INSEE, de 1990 et 1999 le secteur agricole a perdu 31 % de ses emplois (passant de 9 % à 6,3 % des emplois de 1990 et 1999), dans le cadre d'une forte tendance aux remembrements et regroupements d'exploitation (le nombre d'exploitation a diminué de 43,8 % entre 1988 et 2000). c'est d'ailleurs dans l'arrondissement du Cambrésis qui contient le plus de grandes et très grandes exploitations dans la région.

## Santé
Le contexte sanitaire est jugé très préoccupant. La surmortalité y est très élevée (pour les deux sexes) ; même par rapport à la région, qui est la plus touchée par ce phénomène en France en raison de lourdes séquelles de pollutions industrielles, minières et agricoles),. 

Le Pays du Cambrésis était au début des années 2000 situé en dernière position parmi les 368 pays de France de ce point de vue, avec un indice comparatif de mortalité (ICM) de 134,5 correspondant à une mortalité dépassant de 30 % la moyenne française métropolitaine, y compris pour le smoins de 65 ans dans le Cambrésis. Une surmortalité alcoolique directe s'ajoute à une surmortalités par cancer et problèmes cardiovasculaires, et à un taux de suicide significatif (le plus élevé du département), un sentiment de mal-être exprimé par les jeunes et la population précarisée. La densité en médecins et en spécialistes est de plus inférieure à la moyenne et mal répartie dans le territoire du Pays pour les spécialistes,.

## Culture

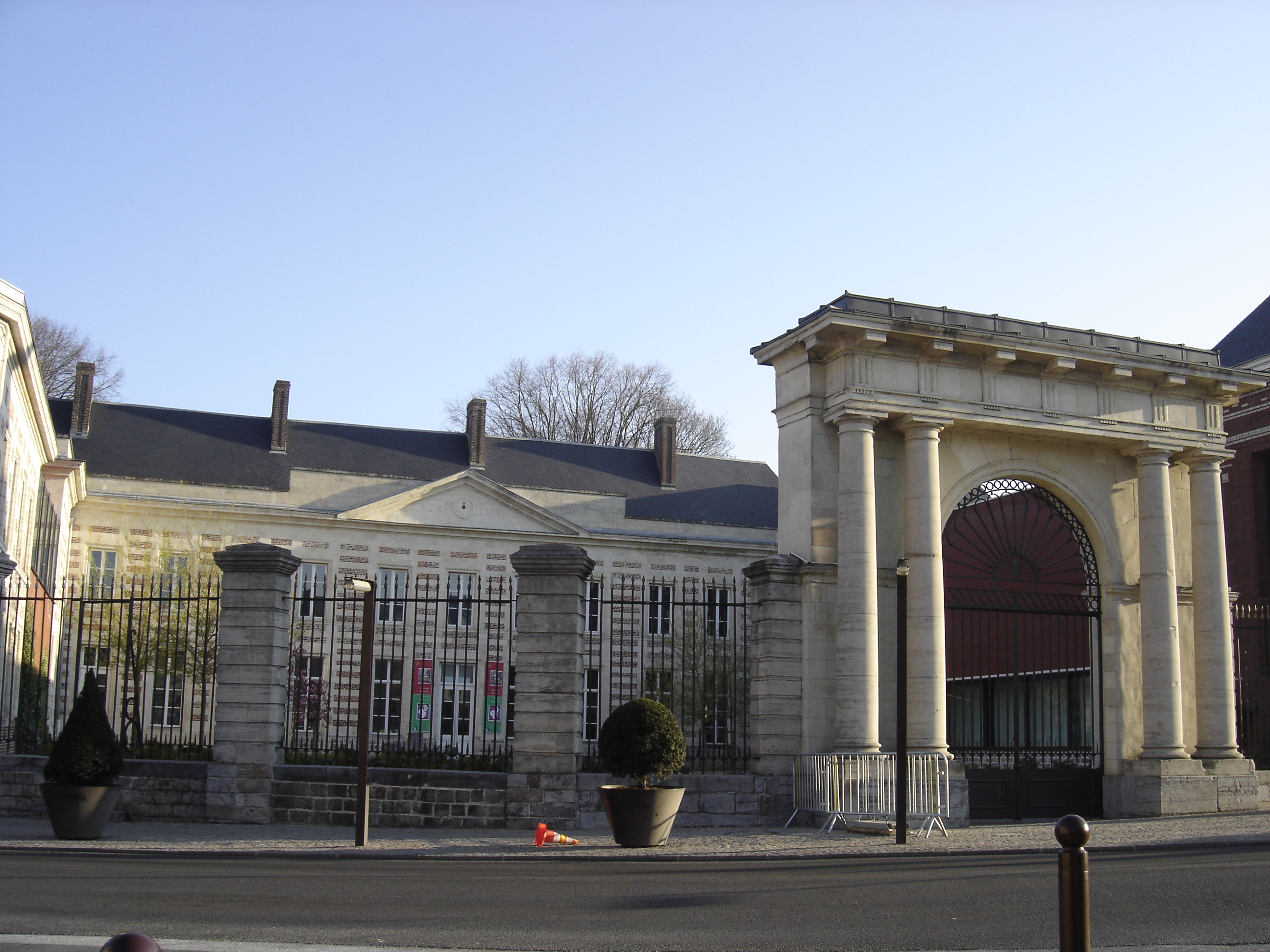
Musée Matisse, Le Cateau-Cambrésis

Le musée Matisse joue un rôle culturel et touristique important.